# Markku Pusenius
Markku Sakari Pusenius (Lahti, 29 de mayo de 1964) es un deportista finlandés que compitió en salto en esquí. Ganó una medalla de oro en el Campeonato Mundial de Esquí Nórdico de 1984, en la prueba de trampolín grande por equipo.

## Palmarés internacional
| Campeonato Mundial | Campeonato Mundial | Campeonato Mundial | Campeonato Mundial |
| Año                | Lugar              | Medalla            | Prueba             |
| ------------------ | ------------------ | ------------------ | ------------------ |
| 1984               | Engelberg (Suiza)  | Medalla de oro     | TG por equipo      |